# Ernst Niekisch
Ernst Niekisch, född 23 maj 1889 i Trebnitz, död 23 maj 1967 i Västberlin) var en tysk politiker och politisk teoretiker. Han var en av ledargestalterna bakom nationalbolsjevismen, den rörelse som influerade Strasserfalangen inom NSDAP. Niekisch motsatte sig offentligt Adolf Hitler, arresterades 1937 och dömdes två år senare för högförräderi. 
Efter kriget engagerade han sig i det i DDR statsbärande socialistiska enhetspartiet, men blev efterhand alltmer kritisk till den östtyska statsbildningen. 1955 utträdde han ur partiet och 1963 flyttade han till Västberlin. 
Niekisch tänkande utövar än idag inflytande på företrädare för den Nya högern.